# 08 Stockholm Human Rights
Les 08 Stockholm Human Rights est un club suédois de basket-ball situé dans la ville de Alvik près de Stockholm. Le club appartient à l'élite du championnat suédois.

## Historique
Le club est le résultat de la fusion de cinq clubs plus modestes : Alvik BK, KFUM Blackeberg, KFUM Central, KFUM South et KFUM Järfälla.
Le nom est un clin d'œil contre le racisme.

### Nom historique
- 08 Alvik Stockholm Human Rights

## Palmarès
- Ligue de Suède (1) :
  - Vainqueur en 2001

## Entraîneurs
- 1998-1999 :  Jayson Wells